# Orchamoplatus incognitus
Orchamoplatus incognitus là một loài côn trùng cánh nửa trong họ Aleyrodidae, phân họ Aleyrodinae.
Orchamoplatus incognitus được Dumbleton miêu tả khoa học đầu tiên năm 1956.